# سالي فيرفاكس
سالي فيرفاكس (بالإنجليزية: Sally Fairfax)‏ هي نجمة اجتماعية أمريكية، ولدت في القرن الثامن عشر، وتوفيت في 1811.